# What Happened on Twenty-third Street, New York City
What Happened on Twenty-third Street, New York City je americký němý film z roku 1901. Režisérem je Edwin S. Porter (1870–1941). Film trvá zhruba jednu minutu a premiéru měl v srpnu 1901.
Scéna s nadzvednutou sukní se podobá slavné verzi Marilyn Monroe ve filmu Slaměný vdovec (1955).

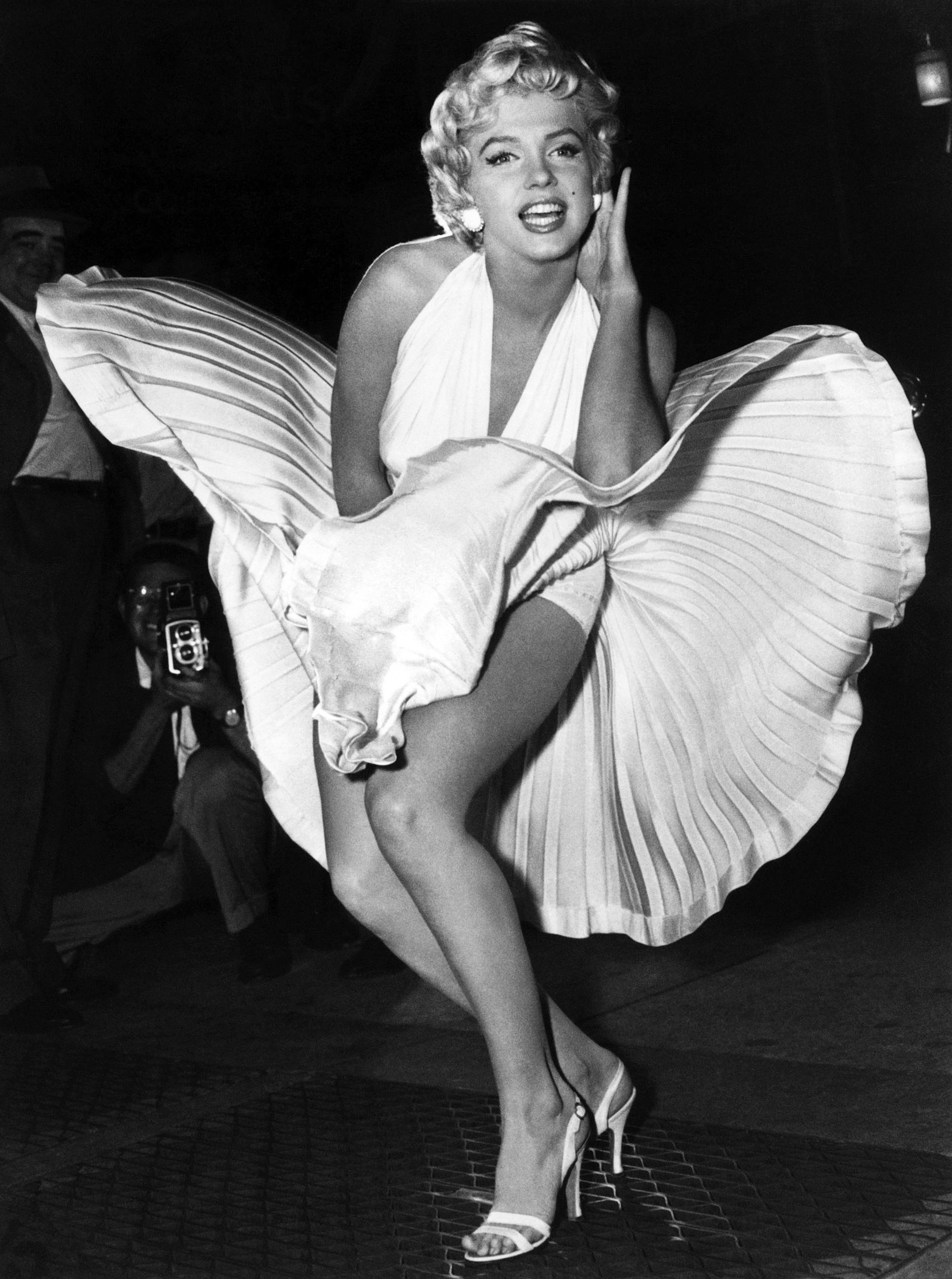
White dress of Marilyn Monroe

## Děj
Muž a žena se prochází po 23. ulici v New Yorku. Oba projdou větrací šachtou metra, přičemž ženě se po kolena nadzvedne sukně. Žena se zasměje a pokračuje s mužem v procházce.